# Тира (город)
Ти́ра (Фира, греч. Θήρα) — малый город в Греции. Расположен на высоте 251 метр над уровнем моря на вершине кальдеры на западном побережье одноимённого острова в архипелаге Кикладах, в 4 километрах к северо-западу от аэропорта «Санторини» и в 230 километрах к юго-востоку от Афин. Из города открывается вид на остров Тирасию. Административный центр одноимённой общины (дима) в одноимённой периферийной единице в периферии Южных Эгейских островах. Население 1616 жителей по переписи 2011 года. Посещается туристами, известен белыми домами на берегу Эгейского моря.

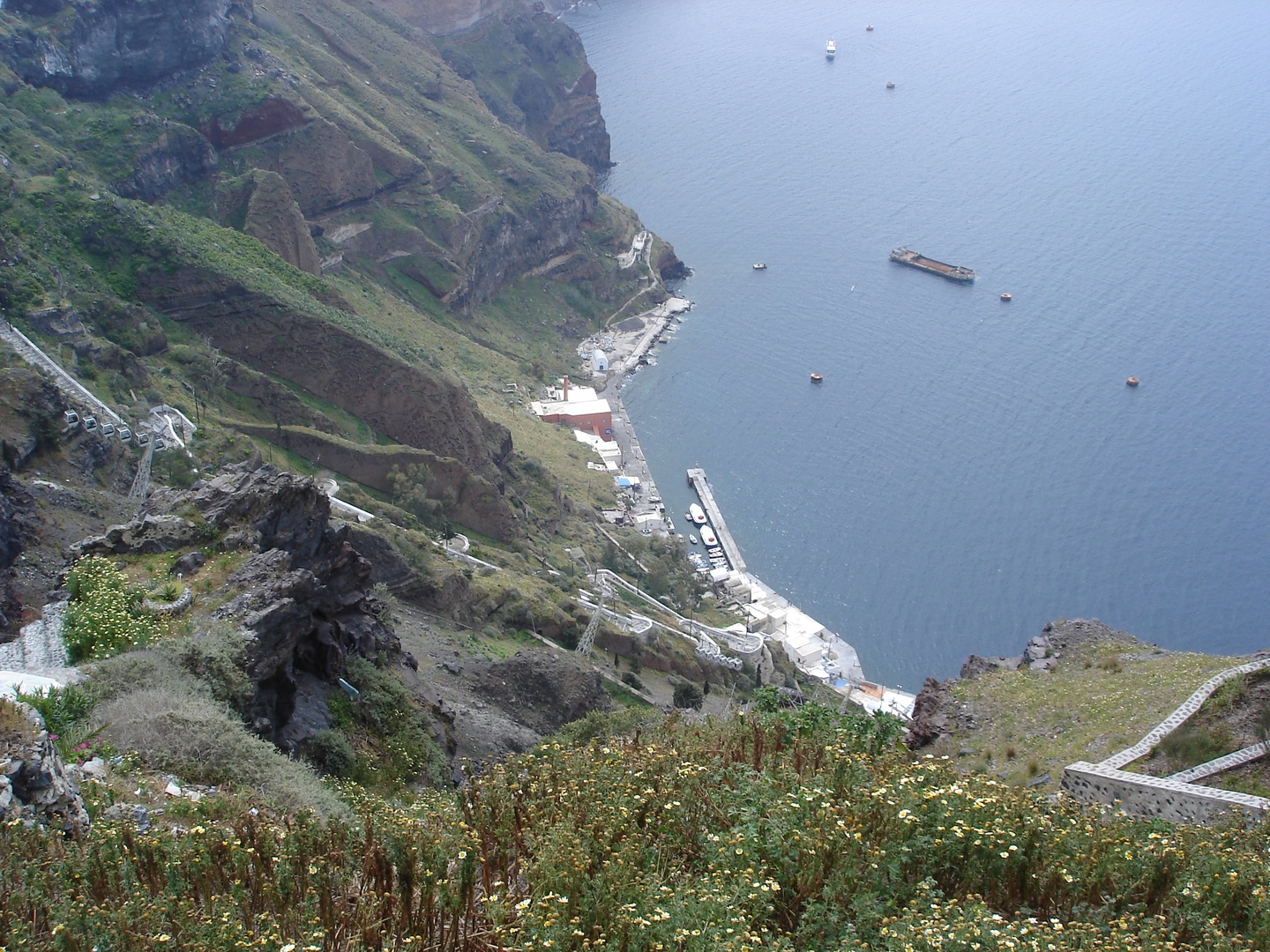
Ормос-Фирон

Гаванью служит Ормос-Фирон, расположенный на берегу моря, откуда ведёт лестница с 580 ступенями, которой пользуются жители и гости острова, а также животные.
До 1912 года назывался Фира́ (греч. Φηρά), в том же году создано сообщество (ΦΕΚ 261Α). 9 июля 1956 года город был частично разрушен землетрясением на Аморгосе.
В городе находится кафедральный собор Ипапанди (Сретения Господня) Фирской, Аморгосской и Островов митрополии Элладской православной церкви и кафедральный собор Айос-Иоанис-о-Ваптистис (Иоанна Предтечи) католической епархии Санторини.
В 1902 году был построен Археологический музей Тиры, разрушенный землетрясением 1956 года. В 1960 году построено новое здание музея. В коллекции музея скульптуры и надписи от архаического до римского периода, керамика и глиняные статуэтки от геометрического до эллинистического периода.
Музей Тиры доисторического времени открыт в марте 2000 года президентом Константиносом Стефанопулосом. В музее собраны находки и фрески с раскопок в Акротири.

## Сообщество Тира
В общинное сообщество Тира входят пять населённых пунктов и шесть островов, в том числе Аспрониси, Неа-Камени, Палеа-Камени и острова Христиана (Асканья, Христиани и Эсхати). Население 1857 жителей по переписи 2011 года. Площадь 11,881 квадратного километра.
| Наименование          | Население (2011), человек |
| --------------------- | ------------------------- |
| Асканья (остров)      | 0                         |
| Аспрониси (остров)    | 0                         |
| Меса-Катикиес         | 143                       |
| Неа-Камени (остров)   | 0                         |
| Ормос-Фирон           | 0                         |
| Палеа-Камени (остров) | 1                         |
| Тира                  | 1616                      |
| Христиани (остров)    | 0                         |
| Эксо-Ялос             | 71                        |
| Эксо-Катикиес         | 26                        |
| Эсхати (остров)       | 0                         |

## Население
| Год  | Население, человек |
| ---- | ------------------ |
| 1991 | 1647               |
| 2001 | 2164               |
| 2011 | ↘ 1616             |